# Polidoro da Caravaggio
Pour les articles homonymes, voir Caravage et Caravaggio.
Polidoro Caldara, dit Polidoro da Caravaggio (en français, Polydore de Caravage), (né en 1495 à Caravaggio dans l'actuelle province de Bergame en Lombardie, et mort assassiné en 1543 à Messine, en Sicile) est un peintre de la Renaissance italienne, élève de Raphaël, qui travailla  à Rome (1514-1527), à  Naples (1524, 1527-1528) et à Messine (1528-1543 ?) et qui fut aussi, à la fin de sa vie, architecte.

## Biographie
Selon Giorgio Vasari (1511-1574) dans Le Vite : « Le dernier âge d'or, c'est le nom qu'en raison de ses personnalités émérites et de ses nobles artistes on peut donner à l'âge heureux de Léon X. Parmi les esprit plus distingués s'y trouve Pulidoro da Caravaggio, un Lombard qui ne dut pas son talent à une longue étude, mais que la nature avait créé peintre [...] ».
Ses qualités innées que Polidoro, bien qu'employé à porter la navette (récipient plein de chaux) aux maîtres-maçons lors des travaux de construction des loges du palais pontifical, réussit à se faire remarquer par les brillants artistes de l'atelier de Raphaël. Polidoro développe un goût pour la peinture en voyant travailler ce maître, et en devient l'élève. Il se livre au travail des loges avec assez d'énergie et de passion pour donner en peu de mois la preuve de son talent ; il produit des œuvres d'une telle qualité qu'il obtient la réputation du plus beau talent de cette nombreuse équipe.
Devenu l'ami du Florentin Maturino, leur appréciation réciproque devient si forte qu'ils se mettent à travailler ensemble en communauté d'ambitions, bourses et entreprises. En suivant l'exemple de Baldassarre de Sienne qui a décoré quelques façades, Polidoro et Maturin se spécialisent dans cette activité qui devient à la mode en décorant un grand nombre de façades romaines. Selon Félibien, Polidoro serait l'inventeur du clair-obscur.

## Dessinateur

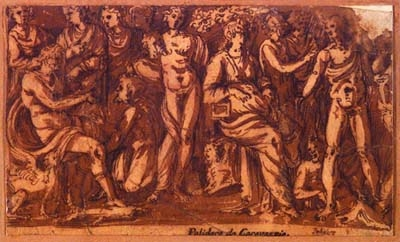
Lavis Amour demande à Jupiter la permission d'épouser Psyché (vers 1524). Étude pour la décoration du palais du poète Bernardino Rota à Naples. Collection privée Lausanne. Sorti de la collection de Benjamin West en 1820.

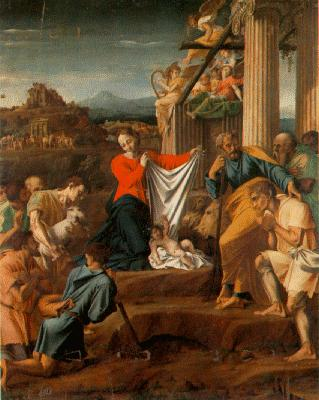
Adoration des bergers, musée régional de Messine.

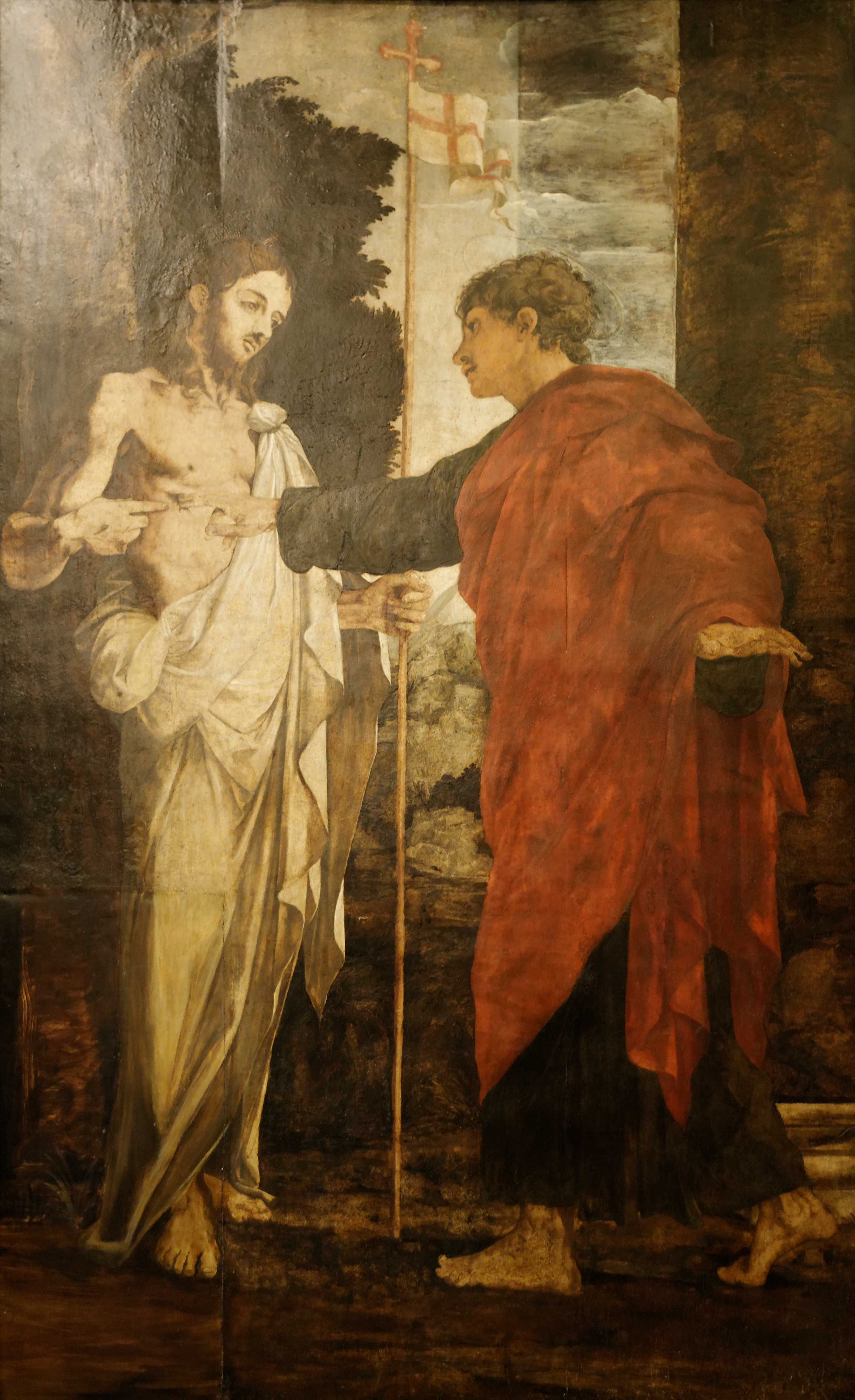
L'incrédulité de Saint Thomas (1531-35). Courtauld Gallery, Londres.

Polidoro entame aussi une œuvre de dessinateur et réalise des portraits, d'enfants notamment et d'inconnus qu'il croise dans la rue, dans les auberges ou dans les bordels. Dans ses dessins, il excelle dans le clair-obscur et montre son attachement à l'antique.
En 1527, le sac de Rome par les troupes de l'empereur Charles Quint pousse Polidoro à s'enfuir. Il se réfugie d'abord à Naples où il peint une figure de saint Pierre dans la chapelle principale de Sainte-Marie-des-Grâces et d'autres œuvres en tant qu'aide d'autres peintres. Cependant Polidoro estime qu'à Naples il n'est pas reconnu à sa juste valeur et s'embarque pour Messine où davantage considéré, il se remet à l'ouvrage en travaillant avec acharnement et en se perfectionnant dans la pratique de la couleur.
Son domestique et élève, Tonno Calabrese, l'assassine à coups de couteau pour lui voler une importante somme d'argent qu'il venait de recevoir alors qu'il s'apprêtait, riche et reconnu, à retourner à Rome. Il eut Aurelio Busso (ou Buso) de Crema comme élève. Ses frises al fresco ont grandement inspiré les Petits maîtres allemands.

## Œuvres
Peintures
- Vierge à l'Enfant, vers 1525, huile sur bois, 53,3 × 41,5 cm, collection Alana (acquisition 2006), Newark (Delaware), États-Unis[3].
- Psyché reçue dans l'Olympe, musée du Louvre, Paris.
- Adoration des bergers, musée régional de Messine.
- Tableau dans l'église San Silvestro al Quirinale, Rome
- Fresques du Palazzo Milesi à Rome (gravées par Giovanni Battista Galestruzzi)
  - La castration d'Uranus
  - L'enlèvement des Sabines
  - Numa Pompilius donnant leurs lois aux Romains et Lycurgue donnant leurs lois aux Spartiates
  - Les soldats de Cyrus attaquant l'armée de Spargabise
  - La famille de Darius aux pieds d'Alexandre
  - Deux sénateurs s'adressant aux Rois vaincus

Dessins
- Nombreux au département des Arts graphiques du musée du Louvre.

Gravures
- La création d’Adam, couché et touchant la main de dieu, Metropolitan Museum of Art, New York (1570–1615)
- Statue de Niobe et ses adorateurs, avec Apollon, Diane et d’autres personnages, MET, (1543-1547)

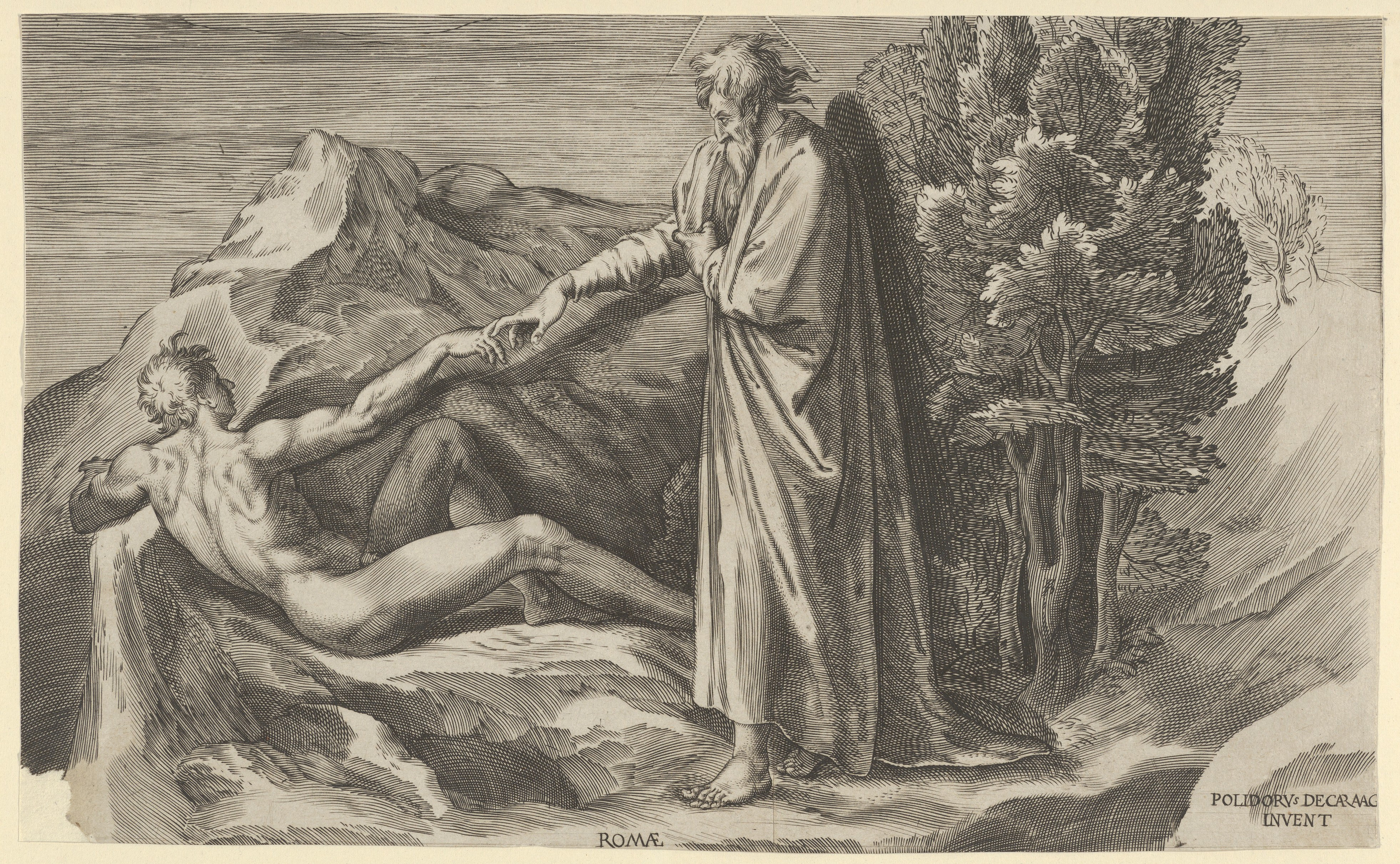
La création d’Adam, couché et touchant la main de Dieu.
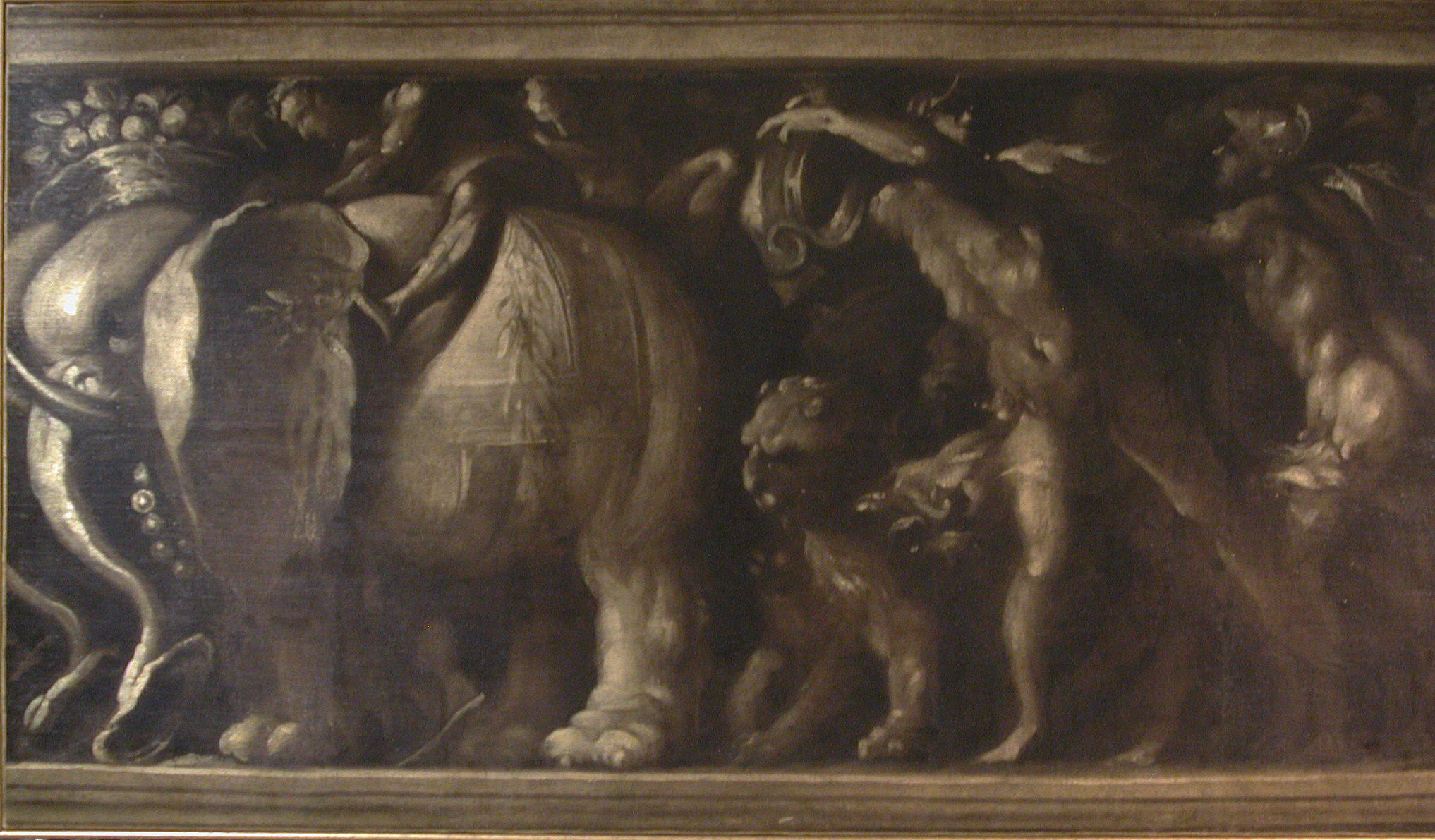
Fragment de frise : procession militaire.
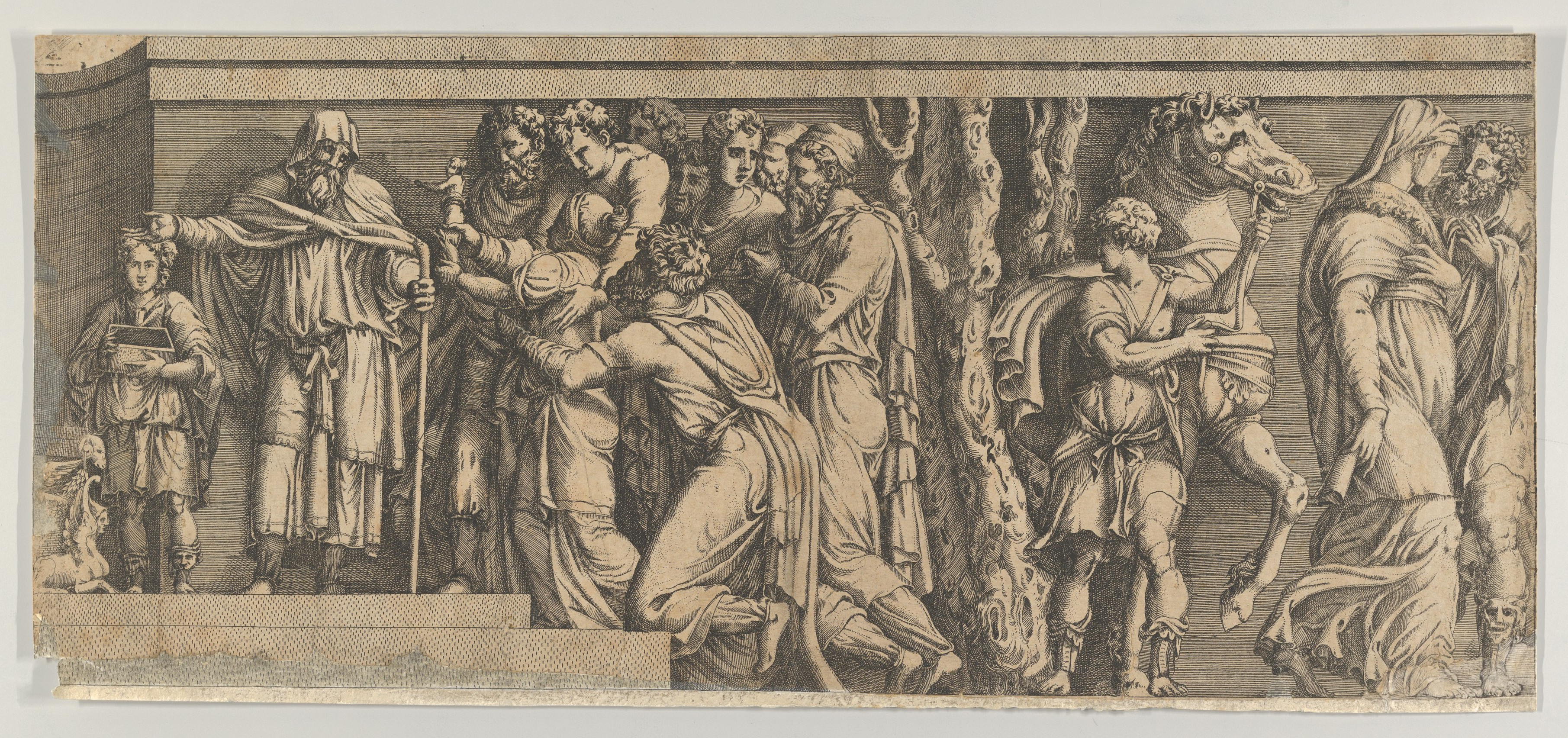
Statue de Niobé et ses adorateurs, avec Apollon, Diane et d’autres personnages.